# San Nazzaro
San Nazzaro község (comune) Olaszország Campania régiójában, Benevento megyében.

## Fekvése
A megye délkeleti részén fekszik, 60 km-re északkeletre Nápolytól, 12 km-re délkeletre a megyeszékhelytől. Határai: Calvi, Montefusco, Pietradefusi, San Giorgio del Sannio és San Martino Sannita.

## Története
A települést valószínűleg az Alpokból érkező ligurok alapították. A longobárd időkben a Santa Sofia bencés apátsághoz tartozott. A 15. századtól nemesi birtok. A 19. században nyerte el önállóságát, amikor a Nápolyi Királyságban felszámolták a feudalizmust.

## Népessége
A népesség számának alakulása:

## Főbb látnivalói
- Madonna del Carmine-templom